# Brahmasandra, Tumkur
Brahmasandra là một làng thuộc tehsil Tumkur, huyện Tumkur, bang Karnataka, Ấn Độ.